# Мейертон
Мейертон (Meyerton) — административный центр местного муниципалитета Мидвааль в районе Седибенг провинции Гаутенг (ЮАР). Расположен в 15 км к северу от Феринихинга.
Населённый пункт был основан в 1891 году, и своё название получил в честь Дж. П.Мейера — фельдкорнета и члена Трансваальского Фольксраада. В 1961 году населённому пункту был присвоен статус города. С 1994 года — административный центр местного муниципалитета Мидвааль.